# Scaphiella itys
Scaphiella itys är en spindelart som beskrevs av Simon 1893. Scaphiella itys ingår i släktet Scaphiella och familjen dansspindlar.
Artens utbredningsområde är Venezuela. Inga underarter finns listade i Catalogue of Life.